# 道の駅遣唐使ふるさと館
道の駅遣唐使ふるさと館（みちのえき けんとうしふるさとかん）は、長崎県五島市にある国道384号の道の駅である。

## 概要
長崎県初の離島にできた道の駅である。

## 施設
- 万葉シアター：万葉時代の頃の三井楽を舞台にした映像ソフト「遣唐使ものがたり」と「行きし荒雄ら」等が上映される。
- 展示コーナー：三井楽は、遣唐使船の日本を出る前の最後の寄港地であり空海もここから出発した、遣唐使や、万葉集で三井楽を詠んだ歌などが展示されている。

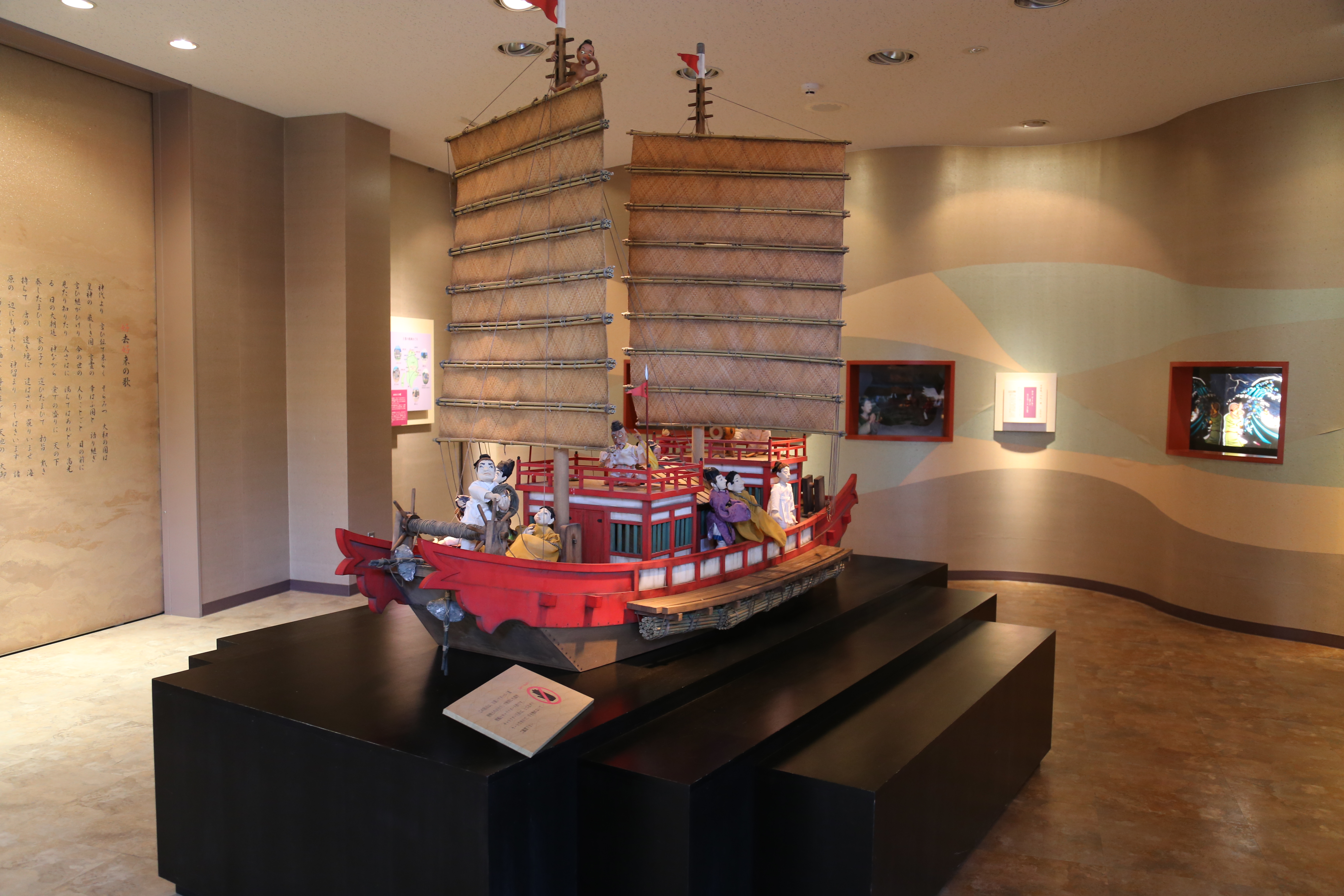
道の駅 遣唐使ふるさと館の遣唐使船

- 駐車場
  - 普通車：59台
  - 大型車：2台
  - 身障者用：2台
- トイレ （いずれも24時間利用可能）
  - 男：大 3器、小 4器
  - 女：5器
  - 身障者用：1器
- 公衆電話
- 休憩コーナー
- レストラン（10:00 - 21:00）
- 情報コーナー

## 休館日
- 12月31日 - 1月1日

## アクセス
- 国道384号 - 登録路線

## 周辺
- 白良ヶ浜万葉公園
- 白良ヶ浜海水浴場
- 渕ノ元カトリック墓碑群
- 辞本涯の碑
- 高浜海水浴場